# Ampelamus laevis
Ampelamus laevis là một loài thực vật có hoa trong họ La bố ma. Loài này được (Michx.) Krings mô tả khoa học đầu tiên năm 2001.